# Silat ad-Dhahr
Silat ad-Dhahr (àrab: سيلة الظهر, Sīlat aẓ-Ẓahr) és un municipi palestí de la governació de Jenin, a Cisjordània, al nord de la vall del Jordà, 22 kilòmetres al sud-oest de Jenin. Segons el cens de l'Oficina Central Palestina d'Estadístiques, Silat ad-Dhahr tenia 5.794 habitants en 2007.
L'elevació mitjana de la ciutat és de 400 metres sobre el nivell del mar. La població el 1997 era de 4.439 habitants segons l'Oficina Central Palestina d'Estadístiques, la població estimada en 2001 va ser d'aproximadament 6.000 i es dividia en 51% homes i 49% dones, els joves representaven un percentatge molt alt dels habitants. Al voltant del 30% dels habitants són comerciants i el 20% depèn de l'agricultura i la producció d'olives i ametlles.

## Història
A un jaciment a la cresta sobre Silat ad-Dhahr amb el mateix nom s'hi ha trobat fragments de ceràmica de l'època romana d'Orient, així com fragments de mosaic i una premsa de vi. Els fragments de terrissa de Silat ad-Dhahr indiquen que va ser fundada a principis del època islàmica (segles IX i X). Els cronistes àrabs l'anomenaven Silat ad-Dhahr per distingir-la de l'homònima vila de Silat (Silet) al nord-oest de Jenin.
Els croats van conquerir l'àrea en 1099 i van anomenar la localitat Sileta. El rei Balduí IV de Jerusalem va confirmar la venda en 1178 del poble feta pel vescomte de Nablus (vicecomes Neapolitanus) als cavallers hospitalaris. La transacció va incloure 103 «botigues beduïnes», és a dir, llars, la qual cosa indica que les terres d'aquests tribus es trobaven en les proximitats de Silat ad-Dhahr. El preu total pagat va ser de 5.500 besants, dels quals 2.000 eren pel poble mateix.
Just al nord de Silat ad-Dhahr hi ha Neby Lawin, conegut en les fonts croades com a Loie o Loja, que era considerat el lloc d'enterrament de Leví a finals del segle xix. la vila fou mencionada pel geògraf Yaqut al-Hamawi al seu Mu'jam al-Buldan, escrit a començaments del segle xiii, durant el govern de la dinastia aiúbida.

### Època otomana
Silat ad-Dhahr fou incorporada a l'Imperi Otomà amb la resta de Palestina en 1517. En el cens de 1596 apareix amb el nom de Sila, situada a la nàhiya de Jabal Sami, al sanjak de Nablus. tenia 27 famílies i 9 solters, tots musulmans. Els vilatans pagaven una taxa fixa del 33,3 % sobre el blat, ordi, cultius d'estiu, oliveres, ingressos ocasionals, cabres i ruscs, i una premsa d'olives o raïm ; un total de 7,160 akçe.
La majoria de les edificacions del nucli antic de Silat ad-Dhahr daten dels segles xvii i XVIII. Fou mencionada pel viatger turc Evliya Celebi en 1640. En la primavera de 1697, Henry Maundrell, de camí a Jerusalem, va notar que hi havia «una font, anomenada Seele, que prenia el seu nom d'una vila adjacent.»
La principal mesquita del llogaret va ser construïda al segle xix. Té un minaret molt alt. Robinson es va perdre en els seus viatges a la regió en 1838, però assenyala que Henry Maundrell hi havia passat durant els seus viatges. En 1870 Victor Guérin la va visitar i la va descriure com «una vila gran dividit en barris, amb 1.800 habitants. Ocupa un turó envoltat de turons més alts al nord, amb belles oliveres als vessants. Una font proporciona aigua a la vila.»
En 1882 el Survey of Western Palestine del Fons per a l'Exploració de Palestina va descriure Silat ad-Dhahr com a:
| « | un poble de bona grandària i florent, construït en un vessant del turó, amb bones cases de pedra. Està envoltat de camps de d'oliveres, i posseeix terres bones a la plana. El subministrament principal d'aigua és d'una font d'aigua clara, que sembla perenne. Aquesta prové de la roca de guix en el pendent del turó del camí principal per sobre del poble al nord de fosa. És anomenat 'Ain Sileh, i es troba a la meitat d'una milla de les cases. El nom del lloc sagrat davant la localitat al nord és d'especial interès: Neby Lawin, que significa el profeta levita. | » |

Durant la fi d'aquesta era, sota el lideratge del lideratge de l'enginyer alemany Heinrich August Meißner (Meisner Pasha), es construïren 156 quilòmetres de ferrocarril entre Silat ad-Dhahr i Beerxeba, només en un període de sis mesos.

### Període del Mandat Britànic
Palestina, inclosa Silat ad-Dhahr, fou capturada per les forces britàniques durant la Primera Guerra Mundial i tot el país fou posat sota Mandat Britànic. En el cens de Palestina de 1922 Silat ad-Dhahr tenia 1.638 habitants, la majoria musulmans amb tres cristians, tots ells ortodoxos. La població es va incrementar en el cens de Palestina de 1931 a 1.985 habitants, tots musulmans, que vivien en 466 cases.
Silat ad-Dhahr era la llar d'Abu Khalid, un deixeble d'Izz ad-Din al-Qassam i comandant rebel durant la revolta palestina de 1936-1939 contra les autoritats britàniques.
En el cens de 1945, la població de Silat eh Dahr era de 2.850 habitants, tots musulmans, amb 9,972 dúnams de terra, segons una enquesta de terra i població. 1.978 dúnams eren usats per plantacions i terra de rec, 4,577 dúnams per cereals, mentre que 64 dúnams eren sòl edificat i 3.179 dúnams eren classificats com a «no cultivables.»

### Època moderna
Silat ad-Dhahr fou ocupada per Jordània durant la guerra araboisraeliana de 1948. Fou ocupada per Israel en 1967 després de la Guerra dels Sis Dies. Les Forces de Defensa d'Israel van ocupar nombroses cases a la vila en 2004.
En 2005, 18 persones de Silat ad-Dhahr foren assassinats als atemptats d'Amman.
En 2008 colons israelians atacaren els vilatans i tancaren la carretera general.

## Geografia
Silat ad-Dhahr es troba en un profund barranc a la vora d'una cresta amb una altitud mitjana de 370 metres sobre el nivell del mar. Està envoltat pels turons de la serralada de Musheirif. El nucli antic de la població es troba en un esperó i té una àrea de 28 dúnams. La vial es troba a 23 kilòmetres al sud-oest de Jenin al nord de Cisjordània. Les localitats més properes són Fandaqumiya i Jaba' a l'est, Burqa al sud, Bizzariya al sud-oest, al-Attara a l'oest, Rama al nord-oest, Ajjah al nord i Anzah al nord-est.

## Demografia
Silat ad-Dhahr tenia 4.639 habitants segons el cens de 1997 de l'Oficina Central Palestina d'Estadístiques (PCBS). Els refugiats palestins i llurs descendents suposaven l'11.7% dels habitants. En el cens de la PCBS de 2007 la població de Silat ad-Dhahr va créixer a 5.794 habitants. El nombre de llars era de 946, amb una mitjana a cada llar d'uns sis membres. Les dones representaven el 49.3% de la població i els homes el 50.7%.